# 캐리소프트
캐리소프트(Carrie Soft)는 2014년 설립하였으며 국내외 애니메이션인 캐리, 캐빈, 엘리 등의 전세계에서 사랑받고 있고, 현재인 캐리TV에서 방영하고 있다. 2014년부터 콘서트 사업과 배급 사업을 진행하고 있으며, 현재 캐리와 장난감 친구들에서 채널을 만들기 위한 모바일 사업인 '캐리 해피하우스'와 카페 사업 캐리키즈카페를 진행하고 있다.

## 투자
2024년 104억원의 제3자 배정 유상증자와 10억원의 일반 소액공모를 실시하였다.

## 모바일 사업
- 캐리 해피하우스

## 캐릭터 소개
- | 캐리TV      |                                                                                                                               |
|             | |
| 개국        | 2014년 10월 30일 |
| 네트워크    | 캐리소프트 |
| 소유주      | 캐리소프트 |
| 국가        | 대한민국 |
| 언어        | 한국어 |
| 방송 지역   | 대한민국 전 지역 |
| 본사        | 대한민국 서울특별시 구로구 디지털로31번길 20 에이스테크노타워3차 1층                                                          |
| 모기업      | 캐리소프트 |
| 디지털 채널 | LG 헬로비전 202 HCN 304 CMB 91 JCN 202 KCTV 435(제주) / 190(광주) 서경방송 305 CCS 123 아름방송 145 금강방송 560 푸른방송 175 |
| IPTV 채널   | KT 985번 SK브로드밴드 SK Btv 183번 LG U+ 146번                                                                                |
| 위성 채널   | KT Skylife 예정중 |
| 웹사이트    | 캐리소프트 |
- 캐리
- 캐빈
- 엘리(한국어, 중국어)
- 루시
- 스텔라(인도네시아어)
- 모모
- 줄리
- 유니
- 꼬마이든
- 꼬마스텔라
- 꼬마루시
- 꼬마캐리
- 꼬마캐빈
- 꼬마엘리
- 꼬마유니

## 배급 사업
- 캐리TV 러브콘서트(럽콘) 더무비

## 콘서트 사업
- 뮤지컬 캐리와 장난감 친구들 (2016년~2017년)
- 러브콘서트 (2017년~2022년)
- 미운 오리 너는 특별해 (2018년)
- 캐리TV 소극장 프로젝트 캐빈엘리쇼 (2018년~2020년)
- 빠라밤 유치원 (2019년) - 핀란드 빠이바꼬띠식 공연 중.
- 캐빈엘리쇼 (2019년)
- 벚꽃 팝콘 (2024년)

## 캐리앤샵
- 캐리팝
- 헬로캐리
- 비밀친구 콜라

모든 상품은 캐리앤샵 보관됨 2019-06-21 - 웨이백 머신을 통해 구입하실 수 있다.

## 참고문헌
1. ↑  김유정, 캐리소프트, 114억원 유상증자..."인수합병과 제휴협력 본격화”, 딜라이트, 2024.10.16

## 웹사이트
- 캐리소프트